# Apanteles fontinalis
Apanteles fontinalis är en stekelart som beskrevs av De Saeger 1944. Apanteles fontinalis ingår i släktet Apanteles och familjen bracksteklar. Inga underarter finns listade i Catalogue of Life.